# Casa Cros
La Casa Cros és una obra noucentista de Lleida (Segrià) protegida com a Bé Cultural d'Interès Local.

## Descripció
Edifici d'habitatges en cantonera, amb façana a tres carrers, amb planta baixa, entresol, cinc pisos i terrassa. Sòcol de planta baixa i pis. Escala central distribuint els habitatges en cada nivell, celobert, i balconades amb balustrades de ferro forjat.